# جهاد مغنیه
جهاد عماد مُغنیه (زاده ۲ مهٔ ۱۹۹۱ – درگذشته ۱۸ ژانویهٔ ۲۰۱۵) فرزند عماد مغنیه یکی از فرماندهان ارشد حزب‌الله لبنان بود. جهاد عماد مغنیه، چهارمین فرد از خانواده مغنیه است که در جریان حمله موشکی در مزرعه الامل کشته شد.

## زندگی
جهاد مغنیه در ۲ مه ۱۹۹۱ به‌عنوان کوچک‌ترین فرزند عماد مغنیه از ازدواج با خواهر مصطفی بدرالدین، سعدی بدرالدین، پس از خواهر و برادر بزرگترش فاطمه و مصطفی در طیر دبای لبنان متولد شد.
در سال ۱۹۹۱ او همراه با پنج خواهر و برادر دیگر خود، به نام‌های اسرا، حسن حسین، فؤاد و زهرا به‌دلیل مسائل امنیتی، به ایران رفتند و بعدها به لبنان بازگشته و در جنوب لبنان مستقر شدند.
وی تحصیلات عالیه را در رشتهٔ مدیریت دانشگاه آمریکایی بیروت ادامه داد او یک هفته پس از کشته‌شدن پدرش، به رهبر حزب‌الله لبنان، نصرالله اعلام وفاداری کرد. به گفتهٔ برخی از منابع، او یکی از محافظین شخصی نصرالله بوده‌است.
به‌دنبال حضور شبه‌نظامیان القاعده و داعش در سوریه، نیروهای لبنانی خطوط دفاعی گوناگونی را در منطقه جولان ایجاد کردند تا مانع از ورود بنیادگراهای سنی به خاک لبنان شوند. فرماندهی این منطقه با جهاد عماد مغنیه بود. او در حالی که مشغول تدارک و ایجاد یک پایگاه موشکی برای حزب‌الله در قنیطره در سوریه در نزدیکی مرز اسرائیل بود، کشته شد.

## کشته شدن
در ۱۸ ژانویه ۲۰۱۵، مغنیه به همراه تعدادی از نیروهای حزب‌الله و سپاه پاسداران انقلاب اسلامی در بلندی‌های جولان مشرف به اسرائیل هنگام بازدید از شهر «مزرعه الامل» در منطقه قنیطره که با خودروهای خود در حال تردد بودند، توسط بالگردهای ارتش اسرائیل مورد هدف حمله موشکی قرار گرفتند. در این حمله جهاد مغنیه و چندتن دیگر از نیروهای حزب‌الله و نیز یک سردار سپاه به نام محمدعلی الله‌دادی کشته شدند. این عملیات چند روز پس از سخنان نصرالله در رابطه با حملات هوایی اسرائیل به سوریه رخ داد. او چند روز قبل اعلام کرده بود که حکومت سوریه و متحدین آن، حق پاسخ به حملات اسرائیل را برای خود محفوظ می‌دانند.
بعد از این حمله روزنامه الحیات چاپ لندن از تلاش‌های اسرائیل برای منصرف کردن حزب‌اللّه از اقدامات تلافی‌جویانه نوشت. حزب‌الله ۱۰ روز بعد، در ۲۸ ژانویه در پاسخ به این حمله، در عملیاتی موسوم به عملیات مزارع شبعا، دو موشک ضدتانک به دو خودروی نظامی ارتش اسرائیل در کشتزارهای شبعا شلیک کرد. دو سرباز اسرائیلی در این حمله کشته شدند که این حمله نیز با پاسخ شدید اسرائیل همراه شد.

### مراسم تشییع
مراسم تشییع جهاد عماد مغنیه در بخش جنوبی بیروت برگزار شد. در این مراسم جمعیت فراوانی از نقاط مختلف لبنان به این بخش از بیروت آمده بودند. سید ابراهیم امین السید رئیس دفتر سیاسی حزب‌الله بر پیکر جهاد مغنیه نماز خواند. پیکر جهاد عماد مغنیه پس از تشییع در کنار پدرش عماد مغنیه به خاک سپرده شد.

## واکنش‌ها
- مروان فارس نماینده مجلس نمایندگان لبنان با محکوم کردن این حمله گفت: واکنش حزب‌الله قوی خواهد بود تا اسرائیل از آن درس عبرتی بگیرد مبنی بر این‌که هر تجاوزی به لبنان و سوریه با واکنش مقاومت و ارتش عربی سوریه روبرو خواهد شد.[۱۷][نیازمند منبع مستقل]
- «سامی ابوزهری» سخنگوی حماس گفت: حماس هدف قرار دادن تعدادی از فرماندهان حزب‌الله را محکوم می‌کند و آن را از جمله تلاش‌های بیهوده اسرائیل برای برهم زدن آرامش منطقه می‌داند.[۱۸][نیازمند منبع مستقل]